# Muscle & Fitness
«Muscle & Fitness» (читается «Масл энд фитнес», пер. — «Мышцы и фитнес») — американский журнал о фитнесе и бодибилдинге, основанный известным деятелем культуризма Джо Вейдером. Публикуется компанией American Media, согласно которой за 2018 год журнал имеет аудиторию примерно в 5 млн. читателей, средний возраст которой 39 лет.

## О журнале
Журнал «Muscle & Fitness» партнёрствует с журналом того же издательства «Flex» (в основном охватывающим более специализированные «хардкорные» и профессиональные темы бодибилдинга), являясь более мейнстримным и пользуясь большим средним спросом; среднемесячные продажи издания на территории США и Канады во втором полугодии 2012 года, по данным независимой оценки Alliance for Audited Media, составили более 320 000 экземпляров.
Журнал «Muscle & Fitness» предлагает множество упражнений и советов по питанию, и в то же время рекламирует различные профильные пищевые добавки, к частности, таких компаний, как BSN (англ. Bio-Engineered Supplements and Nutrition, Inc.). Помимо этого, издание ежемесячно печатает материалы как о профессиональных бодибилдерах, в частности: Ронни Колемане, Густаво Баделе, Дэррим Чарльзе, Саги Калеве, Джее Катлере, так и об актёрах, натуральных культуристах, спортсменах и спортивных деятелях, включая Арнольда Шварценеггера, основателя издания Джо Уайдера, Себастьяна Сигела, 50 Cent, Эвандера Холифилда, Дуэйна Джонсона, Жан-Клода Ван Дамма, Эмильяна де Фалько и других.
В дополнение к собственно культуристам, в 2009—2010 годах журнал уделял много внимания борцам и бойцам ММА, размещал статьи о суперзвезде WWE — Джоне Сине, бывших суперзвёздах WWE — Стиве Остине и Джоне Моррисоне и бойцах UFC — Тодде Даффи и Нейте Марквардте.
Помимо основного издания, существует его партнёрская версия «Muscle and Fitness Hers» («Мышцы и фитнес для неё»), ориентированный на женщин (среднемесячные продажи за вышеуказанный период более 86 тыс. экземпляров).

## История
В 17 лет Джо Вейдер издал первый номер журнала «Your Physique», в котором рассказал о методах своих тренировок и правильном наращивании мышечной массы. Впоследствии журнал был переименован в «Muscle Builder», а затем — в «Muscle & Fitness».
Издательство «Weider Publications», основанное Джо в 1981 году, которое выпускало журнал «Muscle & Fitness» и другие, было приобретено в конце 1990-х годов компанией «American Media», став его дочерним подразделением.
С 1940 года Джо пропагандирует тезис: «Физкультурная революция свершится не в спортивных залах, а в человеческих умах! Общество не захочет мириться с физической неполноценностью своих членов. Поскольку очевидной станет связь между слабыми мышцами, слабым характером и слабым интеллектом. Сильное тело — это не эстетическая прихоть, а единственный способ выстоять в наше время глобальных стрессов: социальных, информационных, экологических и психических… „Качая“ железо, вы делаете более сильным не только мышцы, но и характер. Вы приучаете себя ставить цель и достигать её, поэтому вы добьётесь успеха везде, чем бы ни занимались — бизнесом, творчеством или наукой!»
С журналами «Flex» и «Muscle & Fitness» в течение десятилетий связан культурист, актёр и общественный деятель Арнольд Шварценеггер, работавший в них в качестве модели, колумниста, а впоследствии и редактора. Работа Шварценеггера в журналах прервалась в 2003 году в связи с избранием губернатором штата Калифорния, однако после ухода в отставку с государственного поста в 2011 году, в начале марта 2013 года он объявил на спортивном фестивале «Арнольд Классик» о своём возвращении к пропагандированию культуризма и обязанностям главного редактора (executive editor) обоих журналов.
В апреле 2018 года журналы «Muscle & Fitness» и «Flex» объединились.